# Dettmar Coldewey
Dettmar Coldewey (* 31. Dezember 1907 in Rüstersiel; † 18. November 1973 in Wilhelmshaven) war ein Heimathistoriker und Autor zahlreicher Publikationen zur Geschichte Wilhelmshavens und des ostfriesischen Raumes.

## Leben und Ausbildung
Coldewey studierte an den Kölner Werkkunstschulen sowie an der Universität und Landeskunstschule Hamburg. Als Gewerbelehrer für Kunstgewerbe trat er 1935 in den Schuldienst der Stadt Rüstringen (heute Wilhelmshaven) ein. Während des Zweiten Weltkrieges wurde er zur Marine eingezogen und baute in dieser Zeit die Seeberufsfachschule in Wesermünde auf. 1947 kehrte er nach Wilhelmshaven zurück und unterrichtete hier als Gewerbeoberlehrer, bis er 1956 als Stellvertretender Schulleiter an die Kreisberufsschule nach Varel versetzt wurde.

## Werk
Zu seinen bedeutendsten Veröffentlichungen zählen die Bildkarte des Jadegebietes (1960) sowie die Bildkarte zur Geschichte Ostfrieslands (1967), beide erschienen im Verlag Lohse-Eissing Wilhelmshaven bzw. als Reprint 2015 im Brune-Mettcker-Verlag Wilhelmshaven. Coldewey gehörte zu den ehemals vier Autoren des Wilhelmshavener Heimatlexikon, das in 1. Auflage 1972 in der Brune Druck- und Verlagsgesellschaft mbH Wilhelmshaven erschien.
Coldewey übernahm 1963 den Vorsitz im Wilhelmshavener Heimatverein "Die Boje" und widmete sich fortan dem Gedanken, den Bürgern der Stadt Zusammenhänge in der Heimatgeschichte transparent zu machen. Auch seine Tätigkeit als Kreisbeauftragter für Natur- und Landschaftsschutz kann als Ergänzung seiner Aktivitäten für Schutz und Erhalt von Naturlandschaft und historischen Stätten angesehen werden.
Im Stadtteil Wilhelmshaven-Rüstersiel sowie im Schortenser Stadtteil Grafschaft sind zwei Straßen nach ihm benannt.